# Heterostegane felix
Heterostegane felix är en fjärilsart som beskrevs av Claude Herbulot 1974. Heterostegane felix ingår i släktet Heterostegane och familjen mätare. Inga underarter finns listade i Catalogue of Life.